# Route nationale 9 (Danemark)
Pour les articles homonymes, voir Route nationale 9.
La route nationale 9 ou route primaire 9 (en danois : Primærrute 9, sigle 9), une route nationale  au Danemark qui commence à Odense dans l'île de Fionie et se termine à Nykøbing Falster dans l'île de Tåsinge,.

## Présentation
Le tronçon de la route nationale 9 entre Odense et Svendborg suit l'autoroute de Svendborg.
L'itinéraire continue ensuite à travers les îles de Tåsinge et Langeland jusqu'à la petite ville de Spodsbjerg (da) où existe un service de traversiers pour atteindre Tårs (da), dans l'île de Lolland.
Sur Lolland, la route nationale 9 continue vers l'est, rejoignant Sydmotorvejen (« L'autoroute du Sud ») juste avant Maribo et la quittant à Sakskøbing. 
Elle traverse ensuite le pont Frédéric IX (en) jusqu'à Falster avant d'atteindre Nykøbing Falster.